# Campionati nordici di lotta 2018
I campionati nordici di lotta 2018 si sono svolti a Västerås, in Svezia, dal 18 al 19 maggio 2018.

## Podi

### Lotta libera maschile
| Evento        | Oro              | Argento         | Bronzo         |
| Fino a 57 kg  | Vile Jaskari     | Roope Miettunen | ----           |
| Fino a 65 kg  | Amir Kham        | Sten Orav       | ----           |
| Fino a 74 kg  | Alberts Jurcenko | Miska Suhonen   | Vili Sillanpää |
| Fino a 79 kg  | Ivars Samušonoks | Kim Stenberg    | Jone Nieminen  |
| Fino a 97 kg  | Sven Engström    | Ragnar Kaasik   | ----           |
| Fino a 125 kg | Hannes Käärik    | ----            | ----           |

### Lotta greco-romana
| Evento        | Oro              | Argento              | Bronzo            |
| Fino a 60 kg  | Mikkel Lassen    | Gytis Kulevičius     | Juuso Latvala     |
| Fino a 63 kg  | Virgil Bica      | Ott Saar             | ----              |
| Fino a 67 kg  | Danielo Di Feola | Mikko Peltokangas    | Rami Syrjä        |
| Fino a 72 kg  | Mikko Lyttinen   | Toni Ojala           | Khalid Kerchiyev  |
| Fino a 77 kg  | Matias Lipasti   | Petter Karlsen       | Rajbek Bisultanov |
| Fino a 82 kg  | Vili Ropponen    | Anton Olsson         | Oskar Johansson   |
| Fino a 87 kg  | Emil Sandahl     | Martynas Nemcevičius | Erik Int          |
| Fino a 97 kg  | Arvi Savolainen  | Mathias Bak          | Romas Fridrikas   |
| Fino a 130 kg | Oskar Marvik     | Artur Vititin        | Nikola Milatovic  |

### Lotta libera femminile
| Evento       | Oro                   | Argento           | Bronzo                   |
| Fino a 50 kg | Ramona Eriksen        | Taru Vainionpää   | Hanna Martinson          |
| Fino a 53 kg | Silje Kippernes       | Daniela Lundström | Anita Maskina            |
| Fino a 55 kg | Liliana Juarez        | Synne Haagensen   | ----                     |
| Fino a 57 kg | Sara Johanna Lindborg | Szilvia Peter     | Viktorija Augustauskaitė |
| Fino a 59 kg | Elin Nilsson          | Sofia Aak         | Kornelija Zaicevaitė     |
| Fino a 62 kg | Olivia Henningsson    | Cesilie Magnusse  | Giedrė Blekaitytė        |
| Fino a 68 kg | Danutė Domikaitytė    | Moa Nygren        | ----                     |
| Fino a 76 kg | Denise Makota-Ström   | Kamilė Gaučaitė   | Iselin Solheim           |